# (11964) Пригожин
(11964) Пригожин (фр. Prigogine) — астероид главного пояса, который был открыт 10 августа 1994 года бельгийским астрономом Эриком Эльстом в обсерватории Ла-Силья, Чили и назван в честь бельгийского химика российского происхождения Ильи Пригожина, лауреата Нобелевской премии по химии 1977 года, виконта Бельгии.

Орбита астероида Пригожин и его положение в Солнечной системе